# Discrimination visuelle
La discrimination visuelle fait partie des processus cognitifs qui mènent à la vision, plus précisément, elle fait partie des fonctions visuo-cognitives qui comprennent également l’attention visuelle et la mémoire visuelle

## Description
La discrimination visuelle fait référence à la capacité de percevoir ce que sont les choses en analysant les propriétés des formes incluant la constance de la forme ainsi que la différenciation figure-fond et les relations spatiales. Il s’agit de détecter des stimuli, de les reconnaitre et de pouvoir les associer ou les classifier.
Concrètement, la discrimination visuelle permet de distinguer des lettres comme un « d » d’un « b » ou de localiser un jouet spécifique dans une boite désordonnée de jouets. Différentes stratégies sont utilisées pour permettre de reconnaitre les propriétés des formes et des relations spatiales. Par exemple, pour reconnaitre un objet, les enfants vont d’abord orienter leur regard vers le bas ou le haut de l’objet. Par contre, si l’attention se fixe à une partie de l’objet, sans percevoir sa forme globale, la reconnaissance de l’objet sera limitée. 
Un désordre au niveau de la discrimination se traduirait par des difficultés à interpréter ce qui est vu, à reconnaitre des formes et d’associer des éléments ainsi qu’à se souvenir de certaines informations visuelles. Après l’âge de 7 ans, une pauvre discrimination visuelle peut être perceptible par une inversion de lettres et de nombres, particulièrement au niveau de la constance de la forme. Chez l’enfant et chez l’adulte, l’impossibilité de reconnaitre un objet visuellement, malgré une bonne acuité visuelle est appelée agnosie visuelle.
L’intervention d'un orthoptiste dont ses règles de compétences prévoient la  rééducation des difficultés au niveau de la discrimination visuelle.
On la définit essentiellement en trois niveaux : 
- amélioration perceptive de l'acuité visuelle
- l’utilisation d’activités graduées
- l’adaptation de la tâche ou de l’environnement[8].